# Thalassobathia pelagica
Thalassobathia pelagica är en fiskart som beskrevs av Cohen, 1963. Thalassobathia pelagica ingår i släktet Thalassobathia och familjen Bythitidae. IUCN kategoriserar arten globalt som livskraftig. Inga underarter finns listade i Catalogue of Life.